# Rondbodemkolf

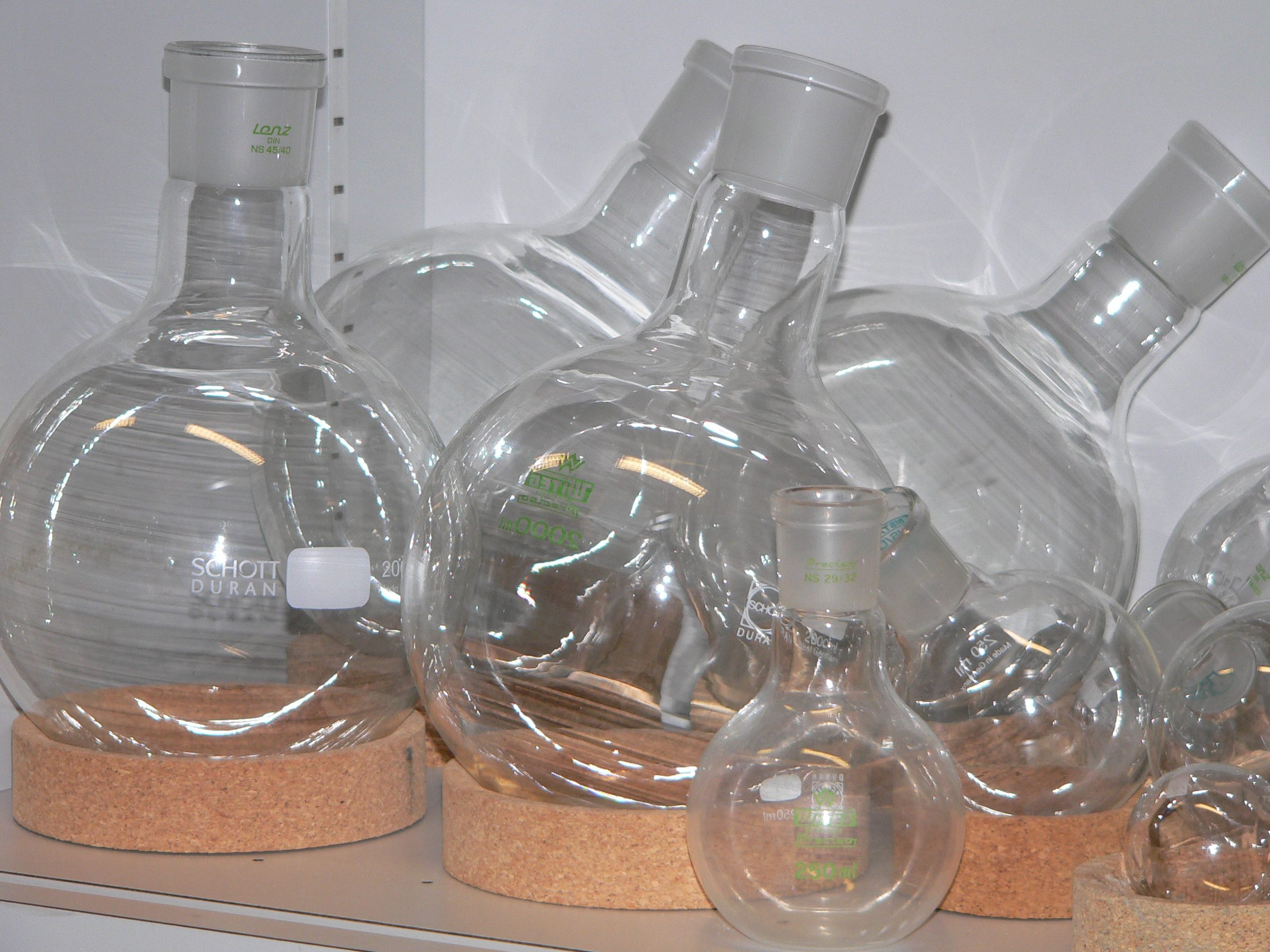
Rondbodemkolven in verschillende maten

Een rondbodemkolf of rondkolf is een stuk laboratoriumglaswerk bestaand uit een bolvormig lichaam waarop een cilindrische hals is gezet. De opening van de hals kan wijd of nauw, geslepen of ongeslepen zijn. 
Kolven worden meestal als reactievat gebruikt of als reservoir bij destillaties en extracties. De ronde vorm maakt dat ze vrij goed bestand zijn tegen verwarming en vacuümzuigen. Dit brengt echter het nadeel met zich mee dat de kolf niet goed kan worden neergezet. In de praktijk zitten ze dan ook meestal in een installatie vast door middel van klemmen of staan ze op een kurken ring.
Er zijn ook kolven met twee of drie halzen (respectievelijk tweenekkolf en drienekkolf genoemd), waar bijvoorbeeld een aanvoerbuis, een damp-afvoerbuis en een thermometer in kunnen worden gestoken. Er bestaan ook platbodemkolven waarbij een klein deel van de bodem wel vlak is zodat ze kunnen worden neergezet. Het is echter niet veilig deze te gebruiken in een filmverdamper vanwege implosiegevaar.